# Liste der Kulturgüter in Oftringen
Die Liste der Kulturgüter in Oftringen enthält alle Objekte in der Gemeinde Oftringen im Kanton Aargau, die gemäss der Haager Konvention zum Schutz von Kulturgut bei bewaffneten Konflikten, dem Bundesgesetz vom 20. Juni 2014 über den Schutz der Kulturgüter bei bewaffneten Konflikten sowie der Verordnung vom 29. Oktober 2014 über den Schutz der Kulturgüter bei bewaffneten Konflikten unter Schutz stehen.
Objekte der Kategorien A und B sind vollständig in der Liste enthalten, Objekte der Kategorie C fehlen zurzeit (Stand: 1. Januar 2023). Unter übrige Baudenkmäler sind weitere geschützte Objekte zu finden, die in der Bau- und Nutzungsordnung der Gemeinde verzeichnet und nicht bereits in der Liste der Kulturgüter enthalten sind.

## Kulturgüter
| Foto |                                                                  | Objekt                                | Kat. | Typ | Standort                         | Beschreibung |
| ---- | ---------------------------------------------------------------- | ------------------------------------- | ---- | --- | -------------------------------- | --- |
| ja   | Datei hochladen · Wikidata zu Ruine Alt-Wartburg (Q433002)       | Ruine Alt-Wartburg KGS-Nr.: 00207     | A    | F/G | Säli 636311 / 242615             | Ruine einer Gipfelburg auf dem Säli, einem Nebengipfel der Engelberg-Kette. Um 1200 von den Herren von Ifenthal erbaut, 1415 zerstört. |
| ja   | Datei hochladen · Wikidata zu Sparkasse (Q29580306)              | Sparkasse KGS-Nr.: 15662              | B    | G   | Baslerstrasse 1 636340 / 240365  | Gebäude der 1829 gegründeten Sparkasse Oftringen. Breitbehäbiges, zweigeschossiges Wohnhaus mit siebenachsiger Hauptfassade. |
| ja   | Datei hochladen · Wikidata zu Alter Löwen (Q29580300)            | Alter Löwen KGS-Nr.: 15663            | B    | G   | Dorfstrasse 27 636476 / 241005   | 1666 erbautes Gasthaus im spätgotisch-frühbarocken Übergangsstil. Zweigeschossiger Mauerbau unter Mansarddach, das ostseitig auf eleganten, mit Scheibenfriesen beschnitzten Bügen ruht.                                                        |
| ja   | Datei hochladen · Wikidata zu Reformierte Kirche (Q1688517)      | Reformierte Kirche KGS-Nr.: 15665     | B    | G   | Kirchstrasse 8 637178 / 240071   | 1933/34 von Karl Indermühle erbautes Kirchengebäude im Stil der klassischen Moderne. |
| ja   | Datei hochladen · Wikidata zu Schulhaus Oberfeld (Q29580297)     | Schulhaus Oberfeld KGS-Nr.: 15666     | B    | G   | Zürichstrasse 32 637083 / 240265 | |
| ja   | Datei hochladen · Wikidata zu Obristhof (Q29580303)              | Obristhof KGS-Nr.: 15667              | B    | G   | Dorfstrasse 1 636541 / 240752    | 1791 erbauter, ehemals strohgedeckter bäuerlicher Vielzweckbau. Lang gestreckter Baukörper unter Vollwalmdach mit zwei Wohnteilen und angebauter Ökonomie in der Abfolge Tenn, Stall und Futtertenn.                                            |
| BW   | Datei hochladen · Wikidata zu Doppelwohnhaus am Tych (Q29580291) | Doppelwohnhaus am Tych KGS-Nr.: 16896 | B    | G   | Am Tych 1 636126 / 240284        | Um 1800 erbautes repräsentatives Doppelwohnhaus im klassizistischen Stil. Zweigeschossiger Mauerbau unter weit ausladendem Mansarddach. Strenge Gliederung der Fassade mit Pilastern, schmalem Gurtgesims und kräftig profiliertem Kreuzgesims. |

## Übrige Baudenkmäler
| ID | Foto |                                                                   | Objekt                            | Typ | Standort                                     | Beschreibung |
| -- | ---- | ----------------------------------------------------------------- | --------------------------------- | --- | -------------------------------------------- | ------------ |
| 21 | ja   | Datei hochladen · Wikidata zu Reformiertes Pfarrhaus (Q105795384) | Reformiertes Pfarrhaus            | G   | Kirchstrasse 11 637227 / 240099              |              |
| 22 | ja   | Datei hochladen                                                   | Schulhaus Dorf                    | G   | Dorfstrasse 6 636599 / 240897                |              |
| 25 | ja   | Datei hochladen                                                   | Heimatmuseum                      | G   | Dorfstrasse 27 und 29 636488 / 241023        |              |
| 27 | BW   | Datei hochladen                                                   | Wohnhäuser Klösterli              | G   | Langernweg 23 637034 / 241075                |              |
| 28 | ja   | Datei hochladen                                                   | Hochstudhaus                      | G   | Lerbhaldenstrasse 2 636364 / 241505          |              |
| 29 | ja   | Datei hochladen                                                   | Ehemalige Fabrikantenvilla        | G   | Schwarzhaar 10 636468 / 241228               |              |
| 30 | BW   | Datei hochladen                                                   | Ehemaliges Fabrikgebäude Wolfbach | G   | Schwarzhaar 636488 / 241239                  |              |
| 31 | ja   | Datei hochladen                                                   | Bolliger-Haus                     | G   | Schwarzhaar 3 636431 / 241107                |              |
| 32 |      | Datei hochladen                                                   | Sodhäuschen                       | G   | Brüschiweg                                   |              |
| 35 | BW   | Datei hochladen                                                   | Wohnhaus                          | G   | Obere Hauptstrasse 40 638223 / 238917        |              |
| 36 | ja   | Datei hochladen                                                   | Schulhaus Küngoldingen            | G   | Schulhausstrasse 1 638211 / 239497           |              |
| 37 | BW   | Datei hochladen                                                   | Bauernhaus                        | G   | Untere Hauptstrasse 1 638177 / 239505        |              |
| 38 |      | Datei hochladen                                                   | Waschhaus                         | G   | Pintenweg                                    |              |
| 39 |      | Datei hochladen                                                   | Stöckli                           | G   | Schürrainstrasse                             |              |
| 40 |      | Datei hochladen                                                   | Spycher                           | G   | Zürichstrasse                                |              |
| 90 | ja   | Datei hochladen                                                   | Brunnen beim Alten Löwen          | K   | Dorfstrasse 27 636471 / 241045               |              |
| 91 | BW   | Datei hochladen                                                   | Brunnen beim Schulhaus Dorf       | K   | Dorfstrasse 6 636616 / 240876                |              |
| 92 | BW   | Datei hochladen                                                   | Brunnen beim Schulhaus Oberfeld   | K   | Zürichstrasse 32 637083 / 240279             |              |
| 93 | ja   | Datei hochladen                                                   | Brunnen beim Obristhof            | K   | Dorfstrasse 1 636525 / 240737                |              |
| 94 |      | Datei hochladen                                                   | Brunnen bei der Friedhofanlage    | K   | Kirchstrasse                                 |              |
| 95 | ja   | Datei hochladen                                                   | Brunnen                           | K   | Dorfstrasse 20 636568 / 241005               |              |
| 96 | BW   | Datei hochladen                                                   | Brunnen                           | K   | Obere Hauptstrasse/Schürrain 638229 / 239264 |              |
| 97 | BW   | Datei hochladen                                                   | Brunnen bei der Sparkasse         | K   | Baslerstrasse 1 636349 / 240353              |              |
| 98 | BW   | Datei hochladen                                                   | Brunnen                           | K   | Lauterbachstrasse 7 636706 / 241098          |              |

Legende: Siehe Legende der Liste der Kulturgüter von nationaler und regionaler Bedeutung. Anstelle der KGS-Nummer wird als Objekt-Identifikator (ID) die Inventar- oder Gebäudenummer in der Bau- und Nutzungsordnung der Gemeinde verwendet.